# 延三夜市
延三觀光夜市，俗稱大橋頭夜市，位於台灣台北市大同區延平北路三段，因地得名，是當地的觀光夜市之一，範圍北起民族西路、南至民權西路台北大橋正下方為止。

## 外部連結
- 延三觀光夜市  臺北旅遊網 （页面存档备份，存于）
- 臺北市市場處機關入口網-攤販集中場-延平北路三段攤販集中場（俗稱臺北橋夜市、大橋頭夜市、延三夜市） （页面存档备份，存于）